# Championnat de Suisse de football 1937-1938
Navigation
Édition précédente Édition suivante
La 41e édition du championnat de Suisse de football est remportée par le FC Lugano pour la première fois de son histoire.
Le Grasshopper-Club Zurich termine deuxième. Le BSC Young Boys complète le podium. 
Le système de promotion/relégation est modifié : descente automatique sans matchs de barrage pour le dernier de première division et montée par match de barrage pour les premiers des deux groupes de deuxième division. Le FC Berne descend en deuxième division. Il est remplacé pour la saison 1938-1939 par le FC La Chaux-de-Fonds.
Numa Monnard, joueur du FC Bâle finit meilleur buteur du championnat avec 20 buts.

## Les clubs de l'édition 1937-1938
| Club                    | Ville    |
| ----------------------- | -------- |
| BSC Young Boys          | Berne    |
| Grasshopper-Club Zurich | Zurich   |
| FC Bâle                 | Bâle     |
| FC Berne                | Berne    |
| FC Biel-Bienne          | Bienne   |
| FC Granges              | Granges  |
| FC Lucerne              | Lucerne  |
| FC Lugano               | Lugano   |
| FC Nordstern Bâle       | Bâle     |
| Lausanne-Sports         | Lausanne |
| Servette FC             | Genève   |
| Young Fellows Zurich    | Zurich   |

## Compétition

### Classement
Le classement est établi sur le barème de points classique (victoire à 2 points, match nul à 1, défaite à 0).
| Rang | Équipe                  | Pts | J  | G  | N | P  | Bp | Bc | Diff |
| ---- | ----------------------- | --- | -- | -- | - | -- | -- | -- | ---- |
| 1    | FC Lugano               | 30  | 22 | 12 | 6 | 4  | 46 | 28 | +18  |
| 2    | Grasshopper-Club Zurich | 29  | 22 | 13 | 3 | 6  | 50 | 26 | +24  |
| 3    | BSC Young Boys          | 28  | 22 | 11 | 6 | 5  | 39 | 29 | +10  |
| 4    | FC Bâle                 | 27  | 22 | 12 | 3 | 7  | 48 | 31 | +17  |
| 5    | FC Nordstern Bâle       | 26  | 22 | 11 | 4 | 7  | 32 | 29 | +3   |
| 6    | Lausanne-Sports         | 25  | 22 | 10 | 7 | 7  | 46 | 39 | +7   |
| 7    | Servette FC             | 25  | 22 | 9  | 5 | 6  | 39 | 34 | +5   |
| 8    | Young Fellows Zurich    | 24  | 22 | 9  | 6 | 7  | 46 | 32 | +14  |
| 9    | FC Biel-Bienne          | 16  | 22 | 6  | 4 | 12 | 23 | 36 | -13  |
| 10   | FC Granges              | 15  | 22 | 4  | 7 | 11 | 31 | 51 | -20  |
| 11   | FC Lucerne              | 13  | 22 | 5  | 3 | 14 | 37 | 55 | -18  |
| 12   | FC Berne                | 6   | 22 | 0  | 6 | 16 | 18 | 65 | -47  |

|  | Champion de Suisse |
|  | Relégation         |

## Bilan de la saison
| Tableau d'Honneur                 |                         |
| Compétition                       | Vainqueur               |
| Championnat de Suisse de football | FC Lugano               |
| Coupe de Suisse de football       | Grasshopper-Club Zurich |

| Promotions et relégations |                      |
| Promus                    | FC La Chaux-de-Fonds |
| Relégués                  | FC Berne             |

## Statistiques

### Meilleur buteur
- Numa Monnard, FC Bâle, 20 buts